# 신홍기
신홍기(辛弘基, 1968년 5월 4일 ~ )는 대한민국의 전 축구 선수이자 현 축구 지도자로 현역 시절 구상범과 더불어 최고의 왼쪽 수비수로 손꼽혔으며 또한 선수 생활 10년간 울산 HD와 수원 삼성 블루윙즈에서 활약했다.

## 구단 경력

### 울산 현대 호랑이
1991 시즌을 앞두고 울산 현대 호랑이 입단을 통해 프로에 전격 입문한 뒤 1997 시즌까지 공식전 204경기 22골을 기록하며 1991년 K리그 준우승, 1996년 K리그 우승, 4번의 리그 3위(1992, 1993, 1995, 1997), 1995년 아디다스컵 우승, 1996-97년 아시안 컵위너스컵 3위, 1996년 FA컵 4강 등의 성과를 거두었다.

### 수원 삼성 블루윙즈
1998 시즌을 앞두고 수원 삼성 블루윙즈로 트레이드된 뒤 2002 시즌까지 4시즌동안 공식전 132경기 13골을 기록하며 리그 2연패(1998, 1999), 2001년 K리그 3위, 리그컵 4회 우승(1999 대한화재컵, 1999 아디다스컵, 2000 아디다스컵, 2001 아디다스컵), AFC 챔피언스리그 2연패(2000-01, 2001-02), 슈퍼컵 2연패(1999, 2000), 2001년 아시안 슈퍼컵 우승 등에 공헌했지만 2001년에 치명적인 다리 부상에 덜미가 잡혔고 물론 2002년에도 선수로 등록이 되어 있었으나 출전하지는 않으면서 결국 2001 시즌을 끝으로 프로 통산 336경기 35골 42어시스트의 성적을 남긴 뒤 10년간의 현역 생활에 마침표를 찍었다.

## 국가대표팀 경력

### 대한민국 A대표팀
일본과의 1992년 다이너스티컵 1차전에서 국제 A매치 데뷔전을 치른 이후 이 대회 3경기에 모두 출전했고 팀은 이 대회에서 1승 2무로 일본에 이어 준우승을 차지하는데 만족했다.
그리고 사우디아라비아와의 1994년 FIFA 월드컵 아시아 지역 최종 예선 3차전에서 A매치 데뷔골을 터뜨렸으나 팀은 경기 종료 직전 상대팀인 아흐메드 자밀 마다니에 통한의 동점골을 허용하며 1-1 무승부에 그쳤다.
이후 일본과의 4차전에서 미우라 가즈요시에 선제골이자 결승골을 얻어맞고 0-1로 패하며 3회 연속 월드컵 본선 진출에 실패하는 듯 했으나 북한과의 최종전에서 3-0으로 완파한 후 같은 날 열린 이라크와 일본의 경기에서 0-1로 뒤져 있던 이라크가 경기 종료 10초전 자파르 움란의 극적인 동점골로 대한민국의 극적인 3회 연속이자 통산 4번째 월드컵 본선 진출을 도왔는데 이를 두고 대한민국에서는 도하의 기적, 일본에서는 도하의 비극으로 불리우고 있다.
그 후 1994년 FIFA 월드컵 본선 엔트리에도 이름을 올렸으나 스페인과의 E조 조별리그 1차전에서 패스 미스로 선제 실점의 빌미를 제공했고 볼리비아와의 2차전과 독일과의 최종전에도 선발로 출전했지만 스페인전 선제 실점의 빌미를 제공한 여파를 이겨내지 못한 채 이렇다할 활약을 보이지 못했다.
그리고 1996년 AFC 아시안컵 본선에도 출전했지만 이란과의 8강전에서 상대팀 에이스 알리 다에이에게 포트트릭을 얻어맞는 등 무려 6골이라는 대한민국 아시안컵 역사상 1경기 최다 실점을 허용하며 4강 문턱에서 주저앉았고 이후 차범근 감독이 대표팀 사령탑에 취임한 뒤 소속팀인 울산과의 갈등으로 인한 폼 저하 등의 악재까지 겹쳐 한동안 대표팀에 차출되지 못했다.
그로부터 약 3년 뒤 홈에서 열린 전년도 월드컵 준우승팀이자 당시 월드컵 4회 우승팀인 세계 최강 브라질과의 친선 경기를 통해 대표팀에 복귀했고 김도훈의 선제골이자 결승골을 끝까지 잘 지켜내는 맹활약으로 아시아팀 최초의 브라질전 승리에 기여했으나 이 경기를 끝으로 더 이상 대표팀 차출은 없었다.

## 지도자 경력

### 전북 현대 모터스
수원 삼성에서 은퇴한 뒤 이듬해인 2003년 삼일공업고등학교의 초대 감독으로 부임하여 2005년까지 역임한 후 2006 시즌을 앞두고 최강희 현 산둥 타이산 감독이 사령탑을 맡고 있던 전북 현대 모터스의 코치로 부임함과 동시에 AFC의 P급 지도자 라이센스 코스를 시작했다.
그 후 2011 시즌까지 6시즌동안 최강희 감독을 보좌하며 리그 2회 우승(2009, 2011), 2010년 K리그 3위, 2009년 FA컵 4강, 2010년 리그컵 준우승, 2011년 AFC 챔피언스리그 준우승 등의 굵직한 성과를 이끌었다.
이후 대한민국 대표팀 사령탑을 잠시 맡은 최강희 감독을 따라 대한민국 대표팀의 수석 코치로 부임하여 대한민국의 7회 연속 월드컵 본선행을 이끈 뒤 최강희 감독이 복귀하기 전까지 전북 현대의 감독 대행으로서 1경기를 치렀고 최강희 감독 복귀 후 수석 코치로 최 감독을 보좌하며 2013년 K리그1 3위, 2013년 FA컵 준우승의 성과를 거둔 후 2014년 5월 전북 현대와의 계약을 종료했다.

### 부산교통공사
전북 현대를 떠난 후 2015년부터 2022년까지 7년동안 한국프로축구연맹 경기 감독관으로 활동한 뒤 2023 시즌을 앞두고 K3리그의 부산교통공사 감독 부임을 통해 지도자로 복귀한 후 2023년 K3리그에서 6월달까지 강등권에 놓이며 팬들로부터 연이은 질타를 받기도 했으나 결국 9승 7무 12패로 15팀 중 9위에 위치하며 간신히 강등을 면하는데 성공했고 이후 2024년 K3리그에서도 9승 3무 18패·13위로 2회 연속 K3리그 잔류를 이끌었지만 2024 시즌을 끝으로 계약이 만료되면서 부산교통공사 감독직을 내려놓았다.

## 대회 성적

### 클럽 (선수)
울산 HD
- K리그1 : 우승 (1996), 준우승 (1991), 3위 (1992, 1993, 1995, 1997)
- 코리아컵 : 4강 (1996)
- 리그컵 : 우승 (1995 아디다스컵)
- 아시안 컵위너스컵 : 3위 (1996-97)

수원 삼성 블루윙즈
- K리그1 : 우승 (1998, 1999), 3위 (2001)
- 리그컵 : 우승 (1999 대한화재컵, 1999 아디다스컵, 2000 아디다스컵, 2001 아디다스컵)
- AFC 챔피언스리그 엘리트 : 우승 (2000-01, 2001-02), 4위 (1999-2000)
- 슈퍼컵 : 우승 (1999, 2000)
- 아시안 슈퍼컵 : 우승 (2001)

### 클럽 (지도자)
전북 현대 모터스 (코치)
- K리그1 : 우승 (2009, 2011), 3위 (2010, 2013)
- 리그컵 : 준우승 (2010)
- 코리아컵 : 준우승 (2013), 4강 (2009)
- AFC 챔피언스리그 : 준우승 (2011)

### 개인 수상
- K리그1 베스트 11 : 1992, 1999
- AFC 선정 아시아 올스타 : 1993
- K리그 90년대 올스타팀 : 2003